# Re-enactment

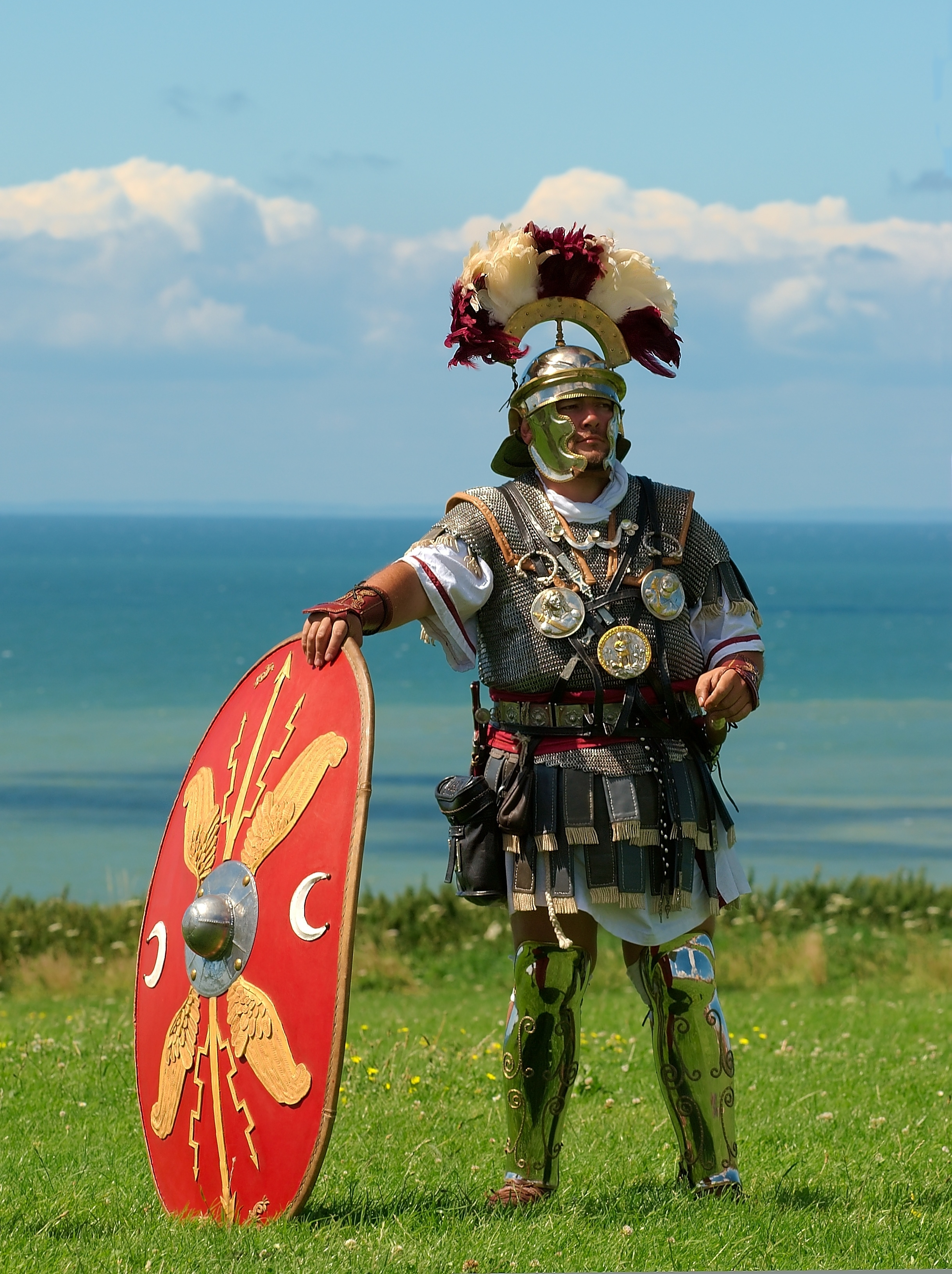
Een man verkleed als centurio (Boulogne-sur-Mer)

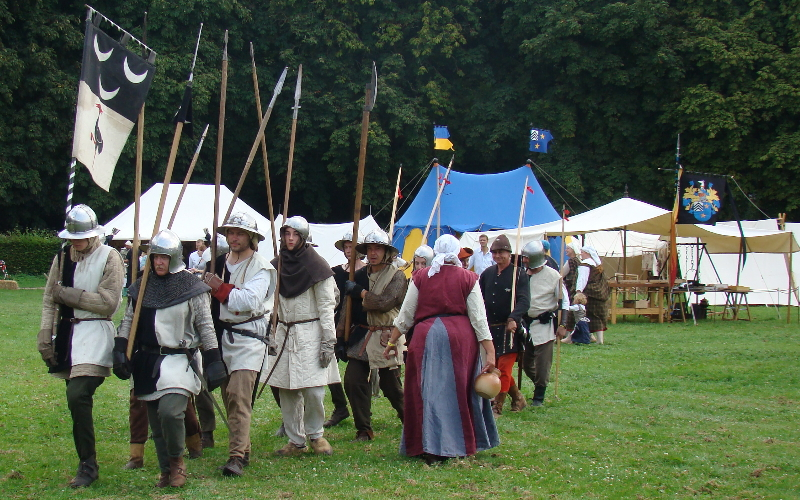
De compagnie van Cranenburgh tijdens Fantastic Amsterdam 2009

Re-enactment is strikt gesproken het naspelen of uitbeelden van historische gebeurtenissen, meestal op de plaats waar deze oorspronkelijk plaatsvonden, door deelnemers in historisch kostuum. De authenticiteit van aankleding van de deelnemers (kostuums en gebruiksvoorwerpen) is niet altijd even strikt als bij levende geschiedenis, doordat de demonstraties behalve educatief vaak ook recreatief bedoeld zijn.

## Geschiedenis
Al in de Romeinse oudheid voerden cavalerie-eenheden toneelveldslagen uit van hun belangrijkste overwinningen. Dit werd tijdens en na de middeleeuwen vaak gedaan in de vorm van toernooien. Uit deze tijd dateren ook de passiespelen, waarbij het lijden van Jezus van Nazareth werd getoond.
Pas sinds de negentiende eeuw begon re-enactment in de Verenigde Staten serieuzer gestalte te krijgen met opvoeringen van veldslagen uit de indianenoorlogen, waarbij veldslagen met Noord-Amerikaanse cavaleriesoldaten opnieuw werden opgevoerd voor een niet-militair publiek. In de jaren 1960 waaide het verschijnsel over naar het Verenigd Koninkrijk. Sindsdien zijn meer verenigingen en stichtingen opgericht met steeds meer historische invalshoeken, zoals: Romeinen, Vikingen, middeleeuwen, Tachtigjarige Oorlog, napoleontische oorlogen, Eerste Wereldoorlog, Tweede Wereldoorlog, enzovoort.